# Tuffi ai Giochi della VII Olimpiade - Piattaforma maschile
La competizione della piattaforma maschile di tuffi ai Giochi della VII Olimpiade si tenne i giorni 28 e 29 agosto 1920 allo Stade Nautique di Anversa.

## Risultati

### Turno eliminatorio
I primi tre in ogni gruppo avanzarono alla finale. Otto tuffi, quattro obbligatori e quattro liberi.
| Pos. | Concorrente       | Nazione     | Punti Ordinali | Punti Totali |
| ---- | ----------------- | ----------- | -------------- | ------------ |
| 1    | Yngve Johnson     | Svezia      | 7              | 445,80       |
| 2    | Clarence Pinkston | Stati Uniti | 10             | 443,00       |
| 3    | Louis Balbach     | Stati Uniti | 17             | 409,15       |
| 4    | Gunnar Ekstrand   | Svezia      | 20             | 402,80       |
| 5    | Paul Köhler       | Danimarca   | 23             | 387,40       |
| 6    | Richard Flint     | Canada      | 28             | 351,35       |

| Pos. | Concorrente         | Nazione     | Punti Ordinali | Punti Totali |
| ---- | ------------------- | ----------- | -------------- | ------------ |
| 1    | Erik Adlerz         | Svezia      | 9              | 468,50       |
| 2    | Gustaf Blomgren     | Svezia      | 11             | 468,10       |
| 3    | Harry Prieste       | Stati Uniti | 17             | 441,80       |
| 4    | Lauri Kyöstilä      | Finlandia   | 21             | 437,40       |
| 5    | Sven Palle Sørensen | Danimarca   | 21             | 432,30       |
| 6    | Clyde Swendsen      | Stati Uniti | 26             | 414,80       |
| 7    | Kalle Kainuvaara    | Finlandia   | 35             | 356,80       |
| 8    | Sigvard Andersen    | Norvegia    | 40             | 264,70       |

### Finale
Otto tuffi, quattro obbligatori e quattro liberi.
| Pos.    | Concorrente       | Nazione     | Punti Ordinali | Punti Totali |
| ------- | ----------------- | ----------- | -------------- | ------------ |
| Oro     | Clarence Pinkston | Stati Uniti | 7              | 503,30       |
| Argento | Erik Adlerz       | Svezia      | 10             | 495,40       |
| Bronzo  | Harry Prieste     | Stati Uniti | 16             | 468,65       |
| 4       | Gustaf Blomgren   | Svezia      | 23             | 453,80       |
| 5       | Yngve Johnson     | Svezia      | 27             | 441,80       |
| 6       | Louis Balbach     | Stati Uniti | 28             | 424,00       |
| 7       | Adolfo Wellisch   | Brasile     | 29             | 423,80       |